# Xian de Heishan
Le xian de Heishan (黑山县 ; pinyin : Hēishān Xiàn) est un district administratif de la province du Liaoning en Chine. Il est placé sous la juridiction de la ville-préfecture de Jinzhou.

## Démographie
La population du district était de 636 321 habitants en 1999.